# San Mamés (2013)
Das Estadio de San Mamés ist ein Fußballstadion in der spanischen Stadt Bilbao in der  Autonomen Gemeinschaft Baskenland. Es ist seit 2013 die neue Heimspielstätte des Erstligisten Athletic Bilbao. Das neue Stadion wurde unmittelbar neben dem alten San Mamés von 1913 errichtet.

## Planungen
Den Planungen entsprechend wurden drei Tribünen des neuen Stadions direkt neben das alte San Mamés gebaut. Anschließend wurde das alte San Mamés abgerissen, um an derselben Stelle die fehlende vierte Tribüne zu bauen. Die Stadionkapazität beträgt 53.289 Zuschauer, kann jedoch auf 58.000 ausgebaut werden. International ist eine Kapazität von 50.000 Zuschauern verfügbar.

## Geschichte
Das Neubauprojekt wurde bereits im Jahr 2006 beschlossen. Der erste Spatenstich erfolgte am 26. Mai 2010 im Beisein u. a. des baskischen Ministerpräsidenten Patxi López und des Bürgermeisters von Bilbao Iñaki Azkuna. Am 16. September 2013 wurde die neue Heimat von Athletic Bilbao eingeweiht.
Am 14. August 2015 traf Athletic im Hinspiel um die Supercopa de España vor eigenem Publikum auf den FC Barcelona. Bilbao bezwang Barça mit 4:0 und legte den Grundstein für den Gewinn des spanischen Supercups.
Auf dem World Architecture Festival 2015 in Singapur wurde das Estadio de San Mamés als Bestes neues Sportgebäude der Welt ausgezeichnet.
Im April 2016 begannen die Arbeiten zur Verkleinerung der Öffnung im Dach, da sich tausende Zuschauer über den schlechten Schutz vor Regen und Wind beschwerten. Der Club erwog auch ein schließbares Dach, doch der Aufwand und die Kosten sprachen dagegen sowie die schlechteren Bedingungen für das Naturrasenspielfeld. Dabei galten die Plätze des Stadions, laut Vorschriften, zu 100 % überdacht. Die Öffnung im Dach wurde mit zusätzlichen, mit Stahlseilen gespannten, ETFE-Membranen von 8000 auf 4000 m² reduziert. Die Kosten lagen bei etwa 12 Mio. Euro.
Am 3. April 2017 wurde bekannt gegeben, dass im San Mamés das Finale des European Rugby Champions Cup 2017/18 stattfindet. Am 12. Mai 2018 trafen im San Mamés Leinster Rugby und Racing 92 (15:12) aufeinander. Erstmals fand ein Endspiel eines europäischen Rugby-Wettbewerbs in Spanien statt. Das Endspiel des European Rugby Champions Cup 2025/26 ist wieder im San Mamés geplant.
Am 22. Juni 2024 ist ein Spiel zwischen der französischen Rugby-Union-Nationalmannschaft und einer Weltauswahl namens World XV geplant. Trainiert wird die Weltauswahl von Ian Foster, 2020 bis 2023 Headcoach von Neuseeland. Er wird vom Franzosen Patrice Collazo, Trainer von Montpellier Hérault Rugby unterstützt. Für die World XV wollen u. a. Mako und Billy Vunipola, Semi Radradra, Maxime Machenaud, Tevita Tatafu und Camille López auflaufen. Die Veranstaltung wird von der Stadt Bilbao und der Provinz Bizkaia unterstützt. Es wird auch in Zusammenarbeit mit dem baskischen und dem spanischen Rugby-Verband organisiert.

### Fußball-Europameisterschaft 2021
Das San Mamés war im September 2014 als eines von zunächst 13, später zwölf europäischen Stadien für die Fußball-Europameisterschaft 2020 ausgewählt worden und war für drei Gruppenspiele und eine Partie im Achtelfinale vorgesehen. Unter anderem hätte die Spanische Fußballnationalmannschaft ihre drei Vorrundenspiele in Bilbao bestritten. Aufgrund der COVID-19-Pandemie wurde das Turnier zunächst um ein Jahr verschoben worden, alle Spielorte wurden zunächst bestätigt. Im Frühjahr 2021 sah sich die baskische Regionalregierung aufgrund des aktuellen Infektionsgeschehens nicht in der Lage, die von der UEFA geforderten Garantien zur (Teil-)Zulassung von Zuschauern auszusprechen. Das UEFA-Exekutivkomitee beschloss daher am 23. April 2021, Bilbao als Spielort zu streichen und stattdessen die betreffenden 3 Vorrundenspiele und ein Achtelfinale nach Sevilla ins dortige Olympiastadion zu vergeben. Die Regionalregierung Andalusiens traf dafür die Zusage, Zuschauer bis zu einer Kapazität von 30 % des Gesamtfassungsvermögens des Stadions zuzulassen. Am 16. Juli 2021 vergab die UEFA das Endspiel der UEFA Europa League 2024/25 sowie das Endspiel der UEFA Women’s Champions League 2023/24 nach Bilbao als Entschädigung für den Entzug der Gastgeberrolle bei der EM.

## Kosten
Die Kosten des Stadionbaus beliefen sich auf rund 198,1 Mio. Euro. Sie verteilen sich auf mehrere Geldgeber; die auch gemeinsam Besitzer des Stadions sind. Der Verein Athletic Bilbao steuert dabei genauso wie die baskische Regierung, der Provinzrat von Bizkaia und die Sparkasse Bilbao Bizkaia Kutxa (BBK) 50 Mio. Euro zum Bau hinzu. Die Stadt Bilbao beteiligt sich mit 12 Mio. Euro.

## Galerie

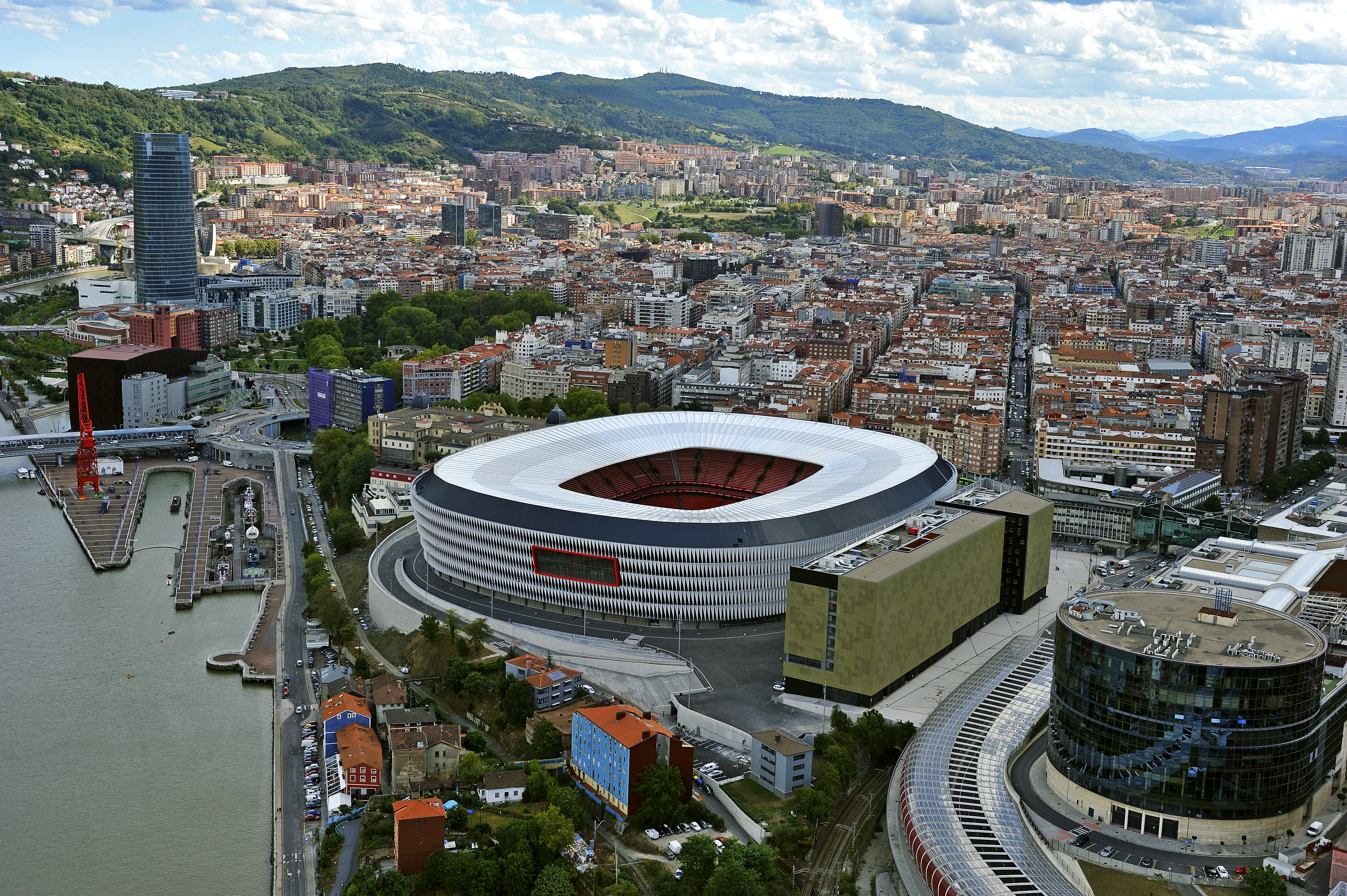
Luftbild vom Juli 2014
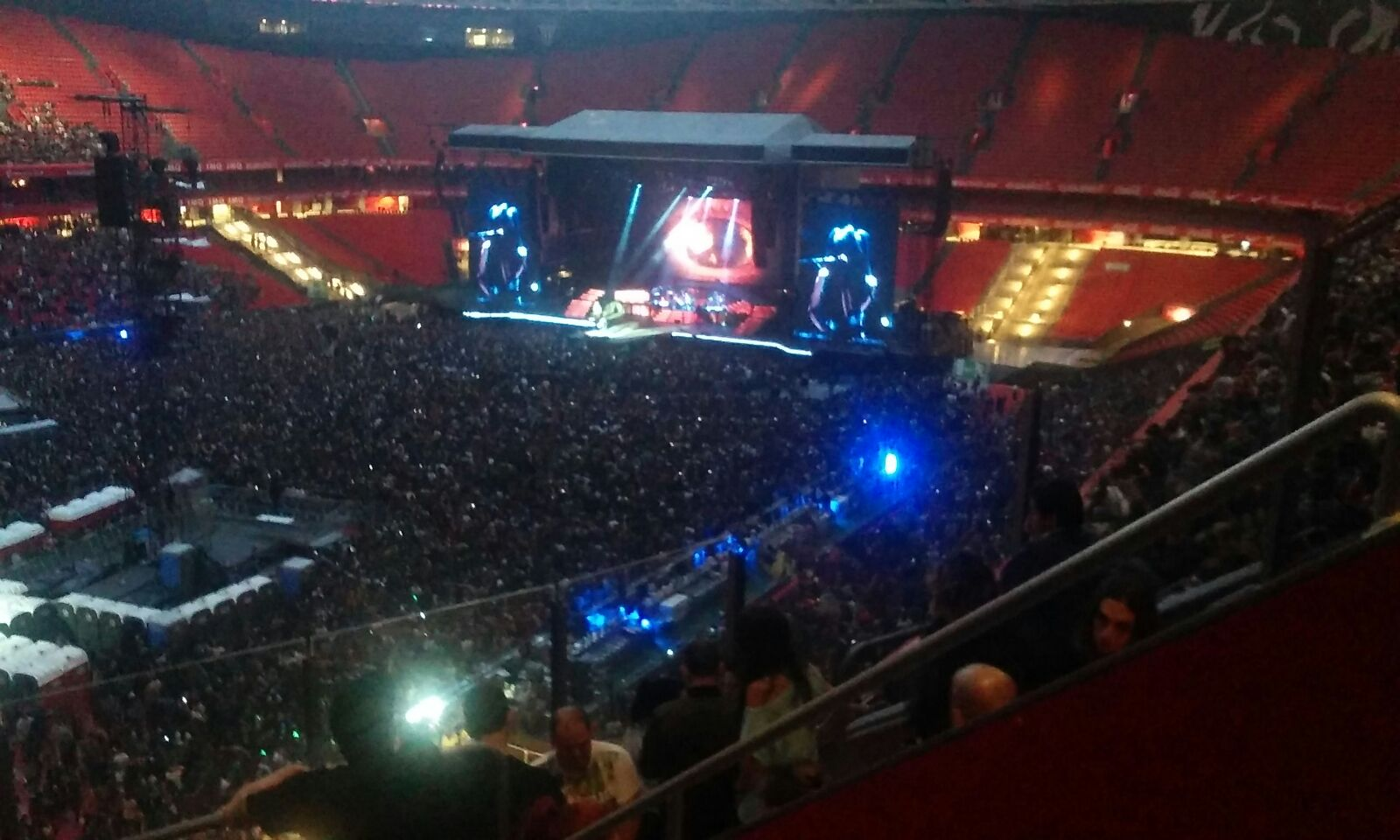
Konzert von Guns n’ Roses am 31. Mai 2017
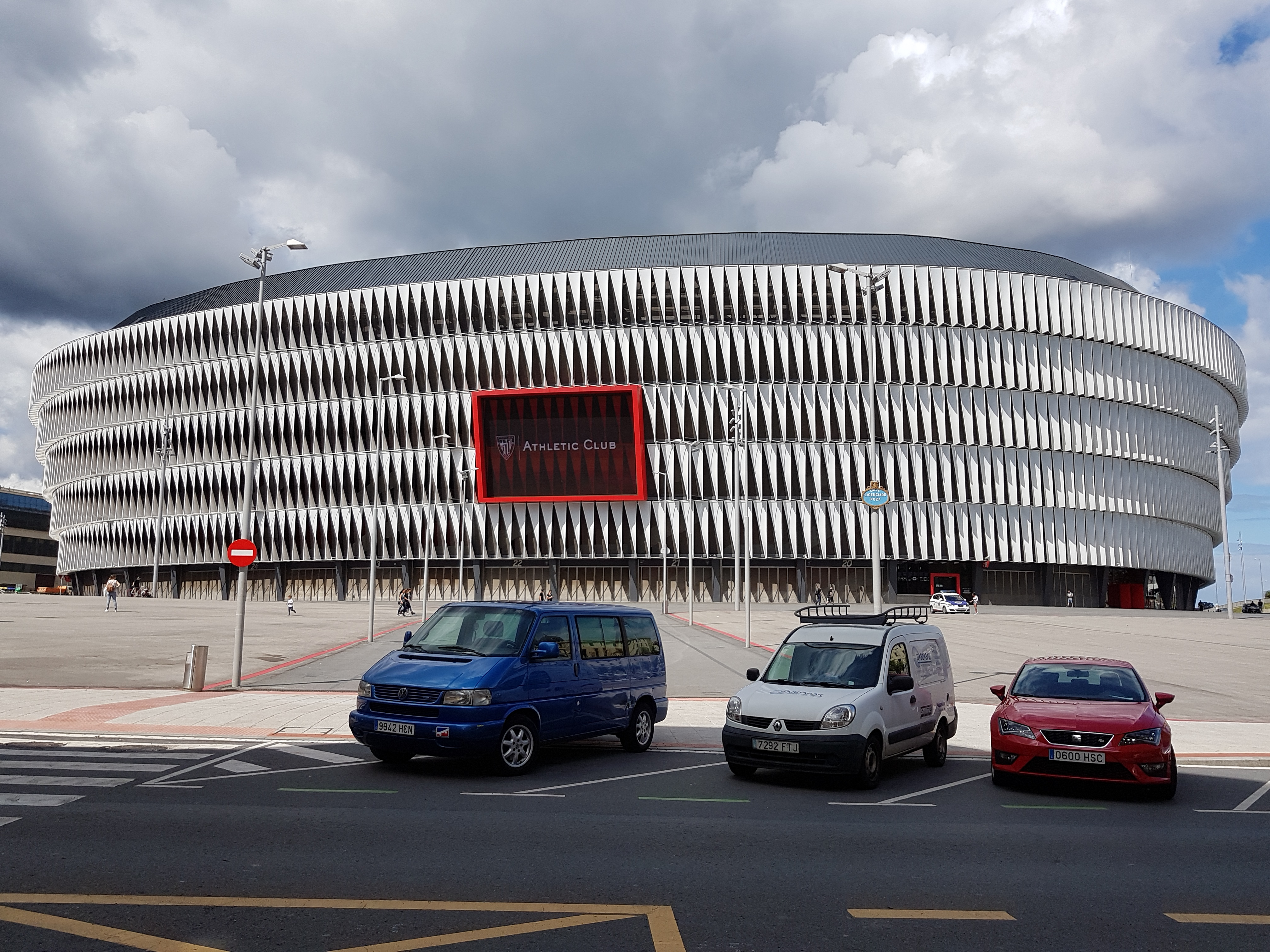
Die Fassade des Stadions im September 2017
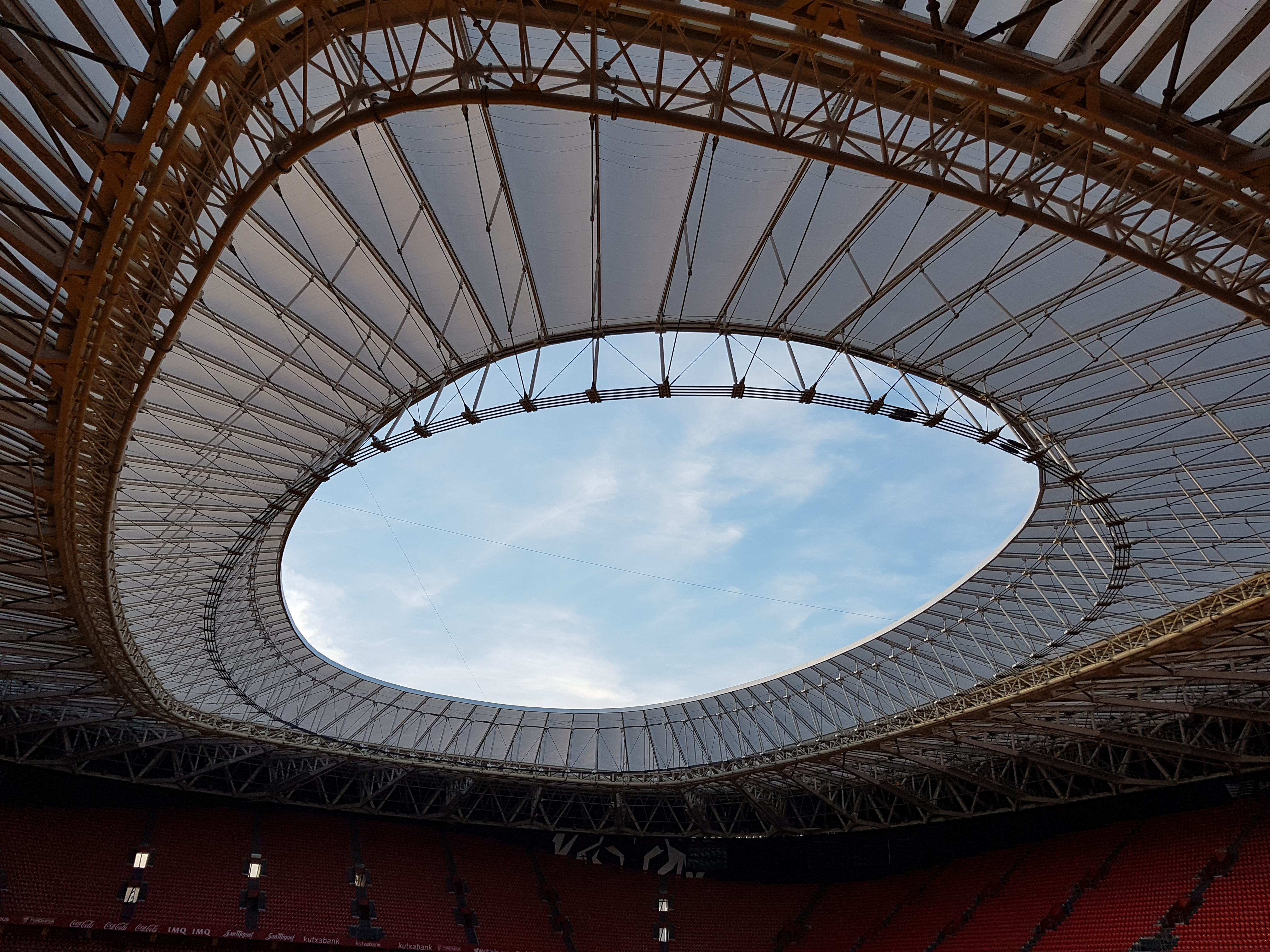
Die umgebaute Dachkonstruktion im September 2017
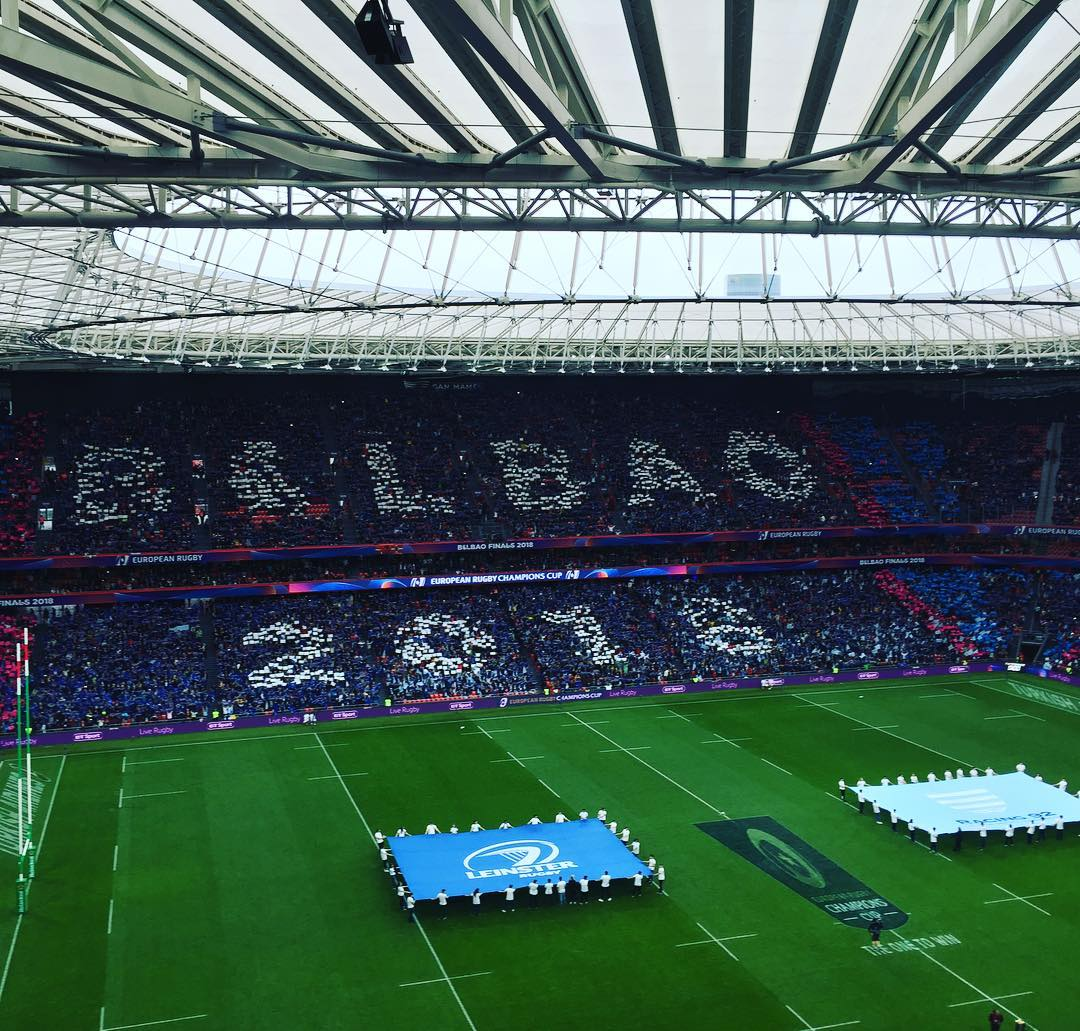
Finale im European Rugby Champions Cup 2017/18